# Deportes Naval de Talcahuano
OBS! Denna numera nedlagda klubb skall inte blandas ihop med den år 1972 grundade Club de Deportes Naval de Talcahuano.
Deportes Naval de Talcahuano, även känd som "Club Deportivo y Social Naval", var en chilensk fotbollsklubb från Talcahuano strax utanför Concepción som bildades 1944 som "Asociación Naval de Foot-Ball" och ägdes av chilenska marinkåren. Klubben spelade i amatörserier fram till 1968 då de för första gången började spela i den näst högsta divisionen. Naval gick även upp i den högsta divisionen efter säsongen 1971 och de spelade i den högsta divisionen mellan åren 1972 och 1976 samt mellan 1979 och 1990. Naval lade ner verksamheten 1991 och drog sig således ur inför säsongen 1991. Namnet "Naval de Talcahuano" togs över av Club de Deportes Naval de Talcahuano år 2004.